# 조경묘
조경묘(肇慶廟)는 대한민국 전북특별자치도 전주시에 있는, 전주 이씨의 시조인 이한(李翰)과 그 부인의 위패를 모신 사당이다. 1973년 6월 23일 전라북도의 유형문화재 제16호로 지정되었다.

## 개요
조경묘는 전주 이씨의 시조인 이한과 그 부인의 위패를 모신 사당이다. 이한은 신라 때 사공이라는 높은 벼슬을 지냈고, 그 부인은 경주 김씨이다. 조선을 세운 태조 이성계는 이한의 21대 후손이다. 조경묘는 조선 영조 47년(1771년)에 세워졌으며, 영조가 세손(정조)으로 하여금 쓰도록 한, 이한과 그 부인의 위패를 봉안했다. 철종 5년(1854년)에 경기전과 함께 보수해 오늘날의 모습을 갖췄다. 조경묘는 경기전과 함께, 전주가 조선왕조의 발상지임을 상징하는 곳이다.

## 같이 보기
- 이한
- 조경단 - 전라북도 기념물 제3호

## 참고 자료
- 조경묘 - 국가유산청 국가유산포털